# Paolo Baffi
Paolo Baffi (Broni, 5 agosto 1911 – Roma, 4 agosto 1989) è stato un economista e banchiere italiano.
Ricoprì il ruolo di Governatore della Banca d'Italia dal 1975 al 1979.

## Biografia
Nasce a Broni, in provincia di Pavia, il 5 agosto 1911 e si laurea nel 1932 in economia e commercio all'Università Bocconi di Milano con una tesi sulla depressione economica mondiale (relatore il professor Ulisse Gobbi). Allievo e assistente di Giorgio Mortara presso la stessa università, è dal 1933 al 1936 direttore della "Bibliografia economica italiana".
Già durante il terzo anno di corso (1930-31) scrive recensioni per il Giornale degli economisti. Nel 1931 ottiene una borsa di studio per frequentare la London School of Economics and Political Science; viene a trovarsi così immerso in un clima intellettuale assai vivace, caratterizzato dalle proposte di William Henry Beveridge sullo Stato sociale e da celebri controversie teoriche, come quella, sviluppatasi nel 1931, fra John Maynard Keynes e Friedrich August Hayek sul rapporto fra risparmi e investimenti.
Entra in Banca d'Italia nel 1936. È Giorgio Mortara a suggerire il nome di Baffi al governatore Vincenzo Azzolini, il quale – dopo la legge del 1936 sul sistema bancario che attribuiva alla Banca nuove funzioni – era in cerca di persone esperte in grado di far parte dell'Ufficio Studi di nuova costituzione. Baffi viene subito inviato da Azzolini a Londra alla Bank of England per studiarne l'organizzazione dell'ufficio studi così da poterla replicare in Italia. Vistesi riconosciute la competenza e la capacità, viene poi promosso dal successivo governatore Luigi Einaudi, diventando nel 1945 capo dell'Ufficio Studi.
Nel 1947 l'operato di Baffi, che lavora fianco a fianco con il governatore Donato Menichella, è decisivo per l'elaborazione della cosiddetta Linea Einaudi, che porta, tramite l'aumento dei coefficienti di riserva obbligatoria, all'abbattimento dell'inflazione. Negli anni 1945-1947 svolge varie missioni e studi nell'interesse del Governo italiano e della Banca d'Italia: nell'Italia liberata - per accertare la situazione economica e monetaria oltre la Linea gotica - e a Trieste; presso il ministero degli Esteri per lo studio dei problemi economici connessi col trattato di pace; presso il ministero della Costituente come membro della Commissione economica presieduta da Giovanni De Maria (su indicazione del Partito d'Azione).
Nel 1947 si reca a Basilea presso la Banca dei Regolamenti Internazionali da Per Jacobsson, capo economista della Banca dei regolamenti internazionali, con cui riscrive il rapporto sull'Italia (che non era a favorevole per l'Italia). Il nuovo report è quindi diffuso in tutto il mondo e «consentì la riapertura del credito internazionale». Come scrive Pierluigi Ciocca, «dopo la ricostruzione, la svolta monetaria del 1947 costituì il fondamento dello sviluppo senza precedenti sperimentato dall'Italia tra il 1950 e il 1973».
Nel 1959 diviene socio corrispondente dell'Accademia dei Lincei e nel 1972 socio nazionale. Nel 1959-1960 è Nato Visiting Professor of International Economics presso la Cornell Univeristy (Ithaca, New York). Dal 19 agosto 1960 al 18 agosto 1975, è ininterrottamente direttore generale dell'Istituto. vien nominato governatore il 19 agosto 1975, succedendo a Guido Carli dimissionario. La sua nomina è fortemente voluta dal vicepresidente del Consiglio Ugo La Malfa, che ottiene il via libera da parte del Presidente del Consiglio Aldo Moro, anche in virtù dei segnali favorevoli pervenuti dal PCI.
La sua firma compare sulle banconote della Banca d'Italia da 1.000, 2.000, 5.000, 10.000, 50.000 e 100.000 lire.
Nel triennio 1980-1983 è Presidente della Società Italiana degli Economisti. Muore a Roma il 4 agosto 1989 all'età di 78 anni dopo una lunga malattia.
All’interno della banca centrale, la funzione più caratteristica di Baffi fu quella di stimolare la produzione di idee e di sottoporre a un rigoroso vaglio critico le nuove proposte. Egli portò all'adozione, nel 1965, del concetto di base monetaria, elaborato negli anni precedenti da Karl Brunner, Allan H. Meltzer, Milton Friedman e Anna Schwartz. In qualità di Governatore della Banca d'Italia il suo contributo fu determinante nel disegno e nell'attuazione delle misure economiche, monetarie e valutarie che consentirono di superare la crisi del 1976 e di ricondurre l'economia verso il riequilibrio dei conti con l'estero. Nel 1978 preparò l'ingresso dell'Italia nel Sistema monetario europeo, che cominciò ad operare nel marzo dell'anno successivo.

### La politica monetaria e la difesa della moneta

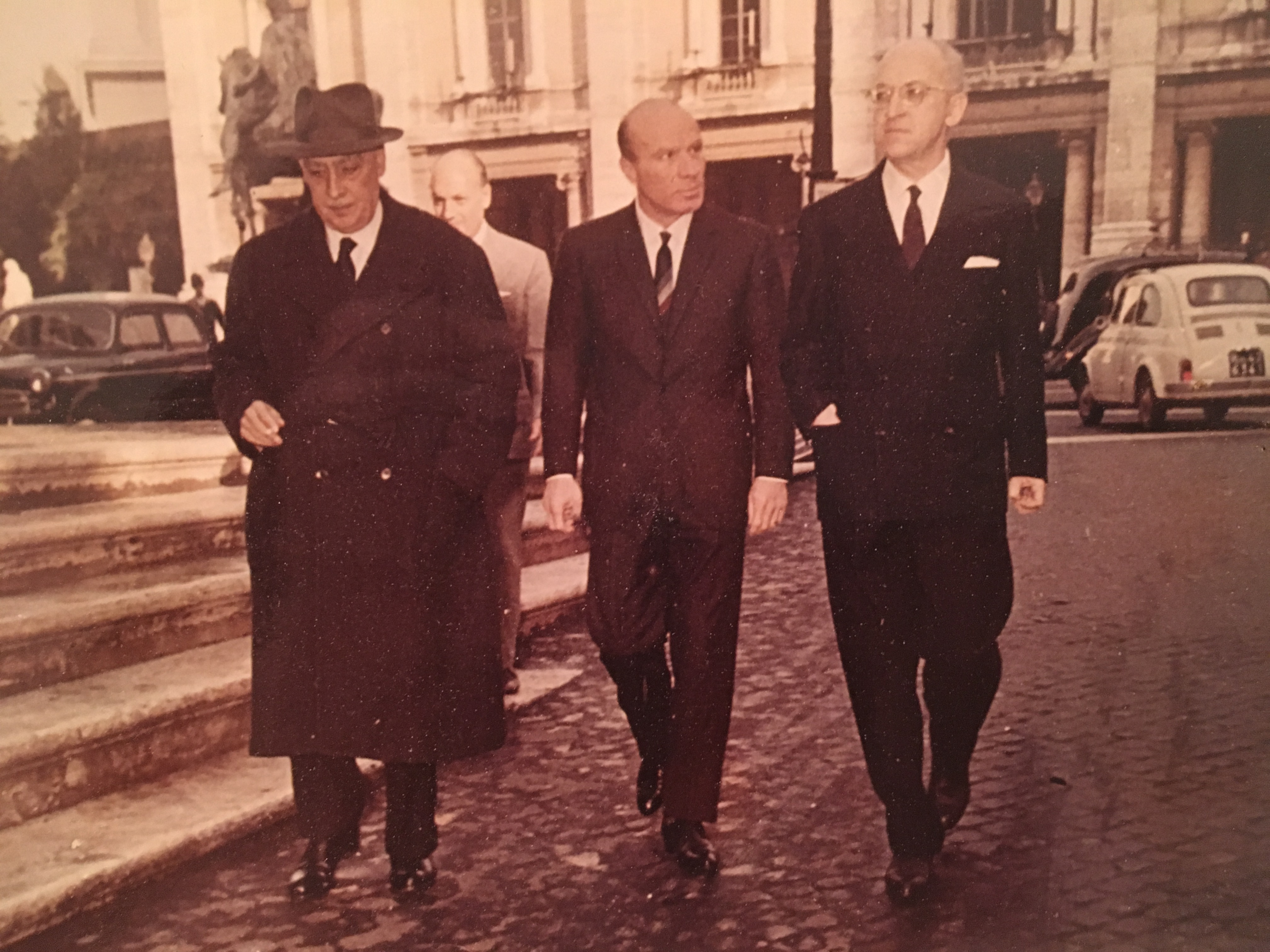
Paolo Baffi con Donato Menichella e Guido Carli

Baffi volle che la Banca centrale riacquistasse la propria autonomia di azione, «ormai molto ridotta a causa della pesante e crescente immobilizzazione dell'attivo in prestiti all'Erario». La svolta – rispetto al governatorato Carli – avvenne con Paolo Baffi, perché la Banca d'Italia «mutava sensibilmente il proprio atteggiamento rispetto ai problemi legati al governo della moneta e di riflesso nei confronti della questione istituzionale» (intendendo per tale il rapporto con il Tesoro). Secondo Spinelli e Fratianni, proprio con Baffi la Banca d'Italia recuperò la saggezza che aveva contraddistinto il governatorato di Donato Menichella: «Baffi ripropone subito ed in modo perentorio le tesi menichelliane della stabilità monetaria quale requisito di una crescita economica non effimera; della necessità di favorire il processo di formazione del risparmio; e del legame fra la stabilità monetaria e la formazione del risparmio».
Baffi affrontò esplicitamente il nodo del rapporto tra Banca d'Italia e Tesoro all'assemblea annuale dell'istituto, svoltasi il 31 maggio 1976. Bisognava ridare spazio alla politica monetaria: «Negli ultimi anni, il disavanzo pubblico e la spinta delle retribuzioni, insieme presi, hanno assunto [...] un ruolo dominante, relegando l'Istituto di emissione in una situazione che si caratterizza sia per una quasi estraneità operativa ai flussi di alimentazione della massa monetaria sia per lo scarso inserimento nel processo decisionale che mette capo alla definizione del disavanzo e della dinamica salariale. [...] Il primo passo in un processo che restituisca all'istituto di emissione un maggiore spazio di manovra deve essere compiuto nella direzione del contenimento del disavanzo dello Stato».
Il 20 gennaio 1976, Baffi decise la chiusura del mercato ufficiale dei cambi per tutelare la lira dalle manovre speculative seguite alle dimissioni del quarto governo Moro intervenute pochi giorni prima. In quella circostanza, il Ministro del Tesoro dell'epoca Emilio Colombo prese le distanze dalla Banca d'Italia in una lettera aperta sul quotidiano la Repubblica. La moneta nazionale subì una svalutazione di oltre il 6%, che salirà di un punto nel mese di febbraio. Il mercato valutario fu riaperto soltanto il 1º marzo 1976.

### La vigilanza
Nelle considerazioni finali del 1976 sottolineò l'opportunità che, nell'esercizio della propria autonomia, ciascun istituto di emissione si uniformasse a parametri che assicurassero la razionalità e la trasparenza del suo comportamento. Coerentemente con questo programma, nel corso del suo governatorato l'attività ispettiva della Banca d'Italia si fece più incisiva. Il netto cambio di passo nella Vigilanza rispetto al governatorato Carli ha indotto alcuni studiosi a definire  Baffi «il governatore della Vigilanza».

### L'attacco alla Banca d'Italia

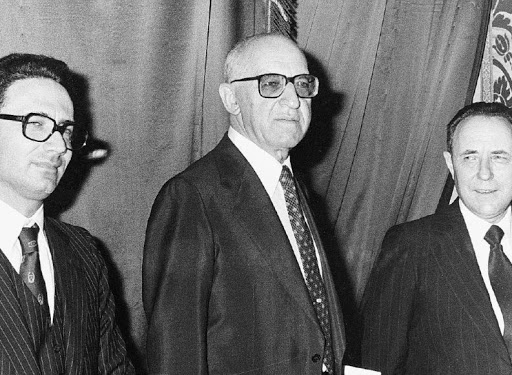
Paolo Baffi con Mario Sarcinelli e Carlo Azeglio Ciampi

Il 24 marzo 1979 Baffi fu incriminato di favoreggiamento e interesse privato in atti d'ufficio nel corso dell'istruttoria formale relativa a un asserito mancato esercizio della vigilanza sugli istituti di credito condotta dal giudice istruttore Antonio Alibrandi (il cui figlio, Alessandro, era un terrorista appartenente ai Nuclei Armati Rivoluzionari). Il fascicolo era stato aperto presso la Procura della Repubblica di Roma e affidato al sostituto Luciano Infelisi, il quale lo aveva trasmesso all'Ufficio Istruzione del Tribunale affinché proseguisse le indagini, ai sensi del codice di procedura penale in vigore all'epoca. L'allora procuratore della Repubblica Giovanni de Matteo era contrario all'emissione di provvedimenti restrittivi, e nelle sue memorie definì l'incarcerazione di Sarcinelli «una discutibile irregolarità». Il vicedirettore della Banca d'Italia, Mario Sarcinelli, fu tratto in arresto e portato a Regina Coeli, mentre al governatore fu notificato un mandato di comparizione, essendogli stato risparmiato l'arresto per via dell'età avanzata.
Baffi e Sarcinelli erano accusati di non aver trasmesso alla magistratura il rapporto compilato a seguito di un'ispezione al Credito industriale sardo (l'ispezione collegata alle attività della SIR di Nino Rovelli). In realtà nel corso di una precedente audizione Sarcinelli aveva messo quei dati a disposizione del giudice istruttore, ricevendone tuttavia il rifiuto di Alibrandi. I fatti successivi confermarono che i vertici della Banca d'Italia fossero vittime di una macchinazione vòlta a loro allontanamento, giacché nel mirino degli uffici della Vigilanza della la Banca d'Italia erano finite le banche di Michele Sindona e il Banco Ambrosiano di Roberto Calvi.    
L'operato del giudice istruttore fu accolto da un'ondata d'indignazione. A Baffi e a Sarcinelli pervennero innumerevoli manifestazioni di solidarietà, e 147 economisti firmarono un appello pubblico in loro favore, mentre The New York Times scrisse che «l'assalto dei politici alla Banca d'Italia è paragonabile all'agguato delle Brigate Rosse in via Fani». La figura di Baffi fu difesa anche dal Presidente della Repubblica Sandro Pertini, in occasione del funerale di Ugo La Malfa.
Furono ambedue integralmente prosciolti in istruttoria l'11 giugno 1981, ma Baffi si era già dimesso dall'incarico di governatore il 16 agosto 1979. Scrisse nel suo Diario: «Non posso continuare a identificarmi col sistema delle istituzioni che mi colpisce o consente che mi si colpisca in questo modo». Fra le tante lettere di elogio e di solidarietà, Baffi ne ricevette una, manoscritta, del segretario del PCI Enrico Berlinguer. Tacque invece Andreotti, all'epoca premier. Eugenio Scalfari lo notò: «In tutta questa vicenda il presidente del Consiglio è rimasto assolutamente muto. È un silenzio assai strano». In effetti il ruolo nella vicenda del sottosegretario alla Presidenza del Consiglio Franco Evangelisti, uomo di fiducia di Andreotti, non fu del tutto chiaro. In ogni modo Andreotti intervenne direttamente sul giudice istruttore onde ottenere la scarcerazione di Sarcinelli, che infatti venne rilasciato.   
Prima di lasciare l'incarico, al Presidente del Consiglio Francesco Cossiga fece il nome del direttore generale dell'istituto, Carlo Azeglio Ciampi, come suo auspicabile successore. Fu governatore onorario dal settembre 1979. Poco prima di dimettersi volle seguire, unico o quasi tra le Alte Autorità, i funerali dell'avvocato Giorgio Ambrosoli, ucciso da un sicario di Michele Sindona. Quando morì fu ipocritamente compianto anche dai suoi calunniatori. Successivamente si scoprì, grazie alle rivelazioni del faccendiere Francesco Pazienza, che all'inizio del 1974 il vertice della P2 si era riunito a Monte Carlo (tra i presenti ci furono Roberto Calvi e Umberto Ortolani) per decidere l'offensiva contro la Banca d'Italia che fu scatenata anni dopo.

## Altre attività
Dal 1970 al 1981 fu professore a contratto di storia e politica monetaria alla facoltà di scienze politiche dell'Università La Sapienza di Roma. Dal 1975 fu membro e poi dal 13 settembre 1988 vicepresidente del comitato direttivo della Banca dei regolamenti internazionali (BRI). Nel 1980 fu vice governatore per l'Italia del FMI. Sempre nel 1980 Baffi viene incaricato dalla Banca dei Regolamenti Internazionali (www.bis.org) di Basilea di studiarne le origini. Il volume frutto della ricerca di Baffi verrà pubblicato postumo: Le origini della cooperazione tra le banche centrali. L'istituzione della Banca dei Regolamenti Internazionali. Nel 1987 presiedette il gruppo "Economia, energia e sviluppo" che predispose la relazione sugli aspetti economici dell'eventuale utilizzo dell'energia nucleare presentata alla Conferenza Nazionale sull'Energia.
Al suo nome è intitolata dal 1990 la biblioteca della Banca d'Italia.

## Curiosità
Dopo le dimissioni di Baffi, date affinché non venisse intaccato il prestigio della Banca d'Italia, il 15 ottobre 1979 126 economisti  e uomini di governo firmarono a New York un tributo di stima, presentato dall'ex vicesegretario al Tesoro americano Robert Roosa e poi consegnato su pergamena a Baffi. Tale pergamena è un documento che testimonia la credibilità e la notorietà di Baffi in tutto il mondo. Fra i firmatari ci furono gli economisti vincitori del Premio Nobel John Hicks, Franco Modigliani, Robert Mundell, Paul Samuelson, Robert Solow  e James Tobin, oltre a banchieri centrali come Otmar Emminger, Alexandre Lamfalussy e Jacques de Larosière, statisti come Roy Jenkins, e varie personalità del mondo della finanza internazionale. Firmò la dichiarazione di solidarietà anche l'economista Lionell Robbins, che Baffi considerava uno dei suoi Maestri. Si può leggere in questo documento: 
(Paolo Baffi e Arturo Carlo Jemolo, a cura di Beniamino Andrea Piccone, Anni del disincanto, Aragno, Torino, 2014)
.
Il 29 settembre 1980 Baffi scrisse da Basilea una lettera ad Alberto Mazzuca che su il Giornale nuovo di Montanelli aveva pubblicato un ampio articolo su di lui: «Le sono grato di avere sottolineato con ammirevole lucidità e coraggio che nel 1979 alcune persone di coscienza sono state chiamate a pagare, sia pure in misura diversa, per avere adempiuto i doveri del loro ufficio e nel caso di Sarcinelli e mio lo sono state, purtroppo, con il concorso di un potere dello Stato. È questo concorso che mi ha costretto a "mollare". Penso che la Banca si sia "ripresa". Io ho ripiegato su attività culturali. Ma quando il mattino, lontano dalla famiglia, guardo la mia vecchia faccia nello specchio, non provo una particolare gratitudine per il servizio che mi è stato reso e per i suoi autori».
Giovanni Spadolini fu uno dei pochi uomini politici che continuarono a essere vicini a Baffi dopo le dimissioni da governatore. Nel 1981, in occasione della formazione del suo primo governo, Spadolini offrì a Baffi il Ministero del Tesoro. Baffi rifiutò, sottolineando la particolarità di quell'offerta «di un ministero chiave quando fino a ieri sono stato quasi sotto chiave», e disse: «Non potrei collaborare con coloro che in un modo o nell'altro hanno tollerato, favorito, l'infernale macchinazione volta a colpirmi». Rifiutò anche la candidatura a capolista nell'Italia del Nord per le elezioni del Parlamento europeo del 1984, che il PRI e il PLI, che in quell'occasione avevano presentato liste comuni, gli avevano offerto. 
In una lettera del 10 aprile 1983 Spadolini rivolse a Baffi queste parole: «Il primo nome che è venuto in mente sia agli amici liberali sia a me, è il Suo. Le rivolgo, quindi – pur conoscendo bene tutta la Sua repugnanza, quanto comprensibile, per gli incarichi pubblici  – la proposta di studiare la possibilità di capeggiare la lista federalista nella circoscrizione del Nord-Ovest. L'occasione mi è grata per rinnovarle, illustre Amico, i sensi della mia deferente stima». Baffi rispose a stretto giro di posta, rimarcando di essere ormai «fuori gioco da ogni missione pubblica e da ogni desiderio di incarichi pubblici».
Carlo Azeglio Ciampi, commemorandolo al Consiglio Superiore della Banca d'Italia il 21 settembre 1989, disse: «Paolo Baffi si identifica con la storia della Banca d'Italia, a cui ha dato apporti preziosi di idee e di azioni per più di mezzo secolo. Nel corso degli anni generazioni di funzionari della Banca d'Italia sono state al tempo stesso intimidite e stimolate da quella straordinaria combinazione di logica penetrante, cultura, forza morale che egli rappresentava. La sua sola presenza scoraggiava qualsiasi superficialità. Direttamente o indirettamente attraverso il prestigio e l'esempio, ha contribuito più di ogni altro alla formazione degli uomini della Banca. Baffi non era solo uno studioso acuto di cose economiche; in lui era vivo l'impegno di servire, con l'azione, il bene comune» e «La dignità di cui Paolo Baffi diede esempio ne ha innalzato la figura, ma farebbe torto all'elevatezza delle sue doti, alla vastità e molteplicità della sua opera, chi incentrasse su quella dolorosa vicenda la sua memoria».

## Pubblicazioni
- Il problema monetario italiano sullo scorcio del 1944, Padova, CEDAM, 1948.
- Il dollaro e l'oro, Padova, CEDAM, 1953.
- Studi sulla moneta, Milano, Giuffrè, 1965. Soveria Mannelli, Rubbettino, 2011, ISBN 978-88-498-2995-2.
- Nuovi studi sulla moneta, Milano, Giuffrè, 1973. Soveria Mannelli, Rubbettino, 2011, ISBN 978-88-498-2996-9.
- L'indebitamento esterno dei Paesi in via di sviluppo: situazioni e prospettive, introduzione di Amintore Fanfani, Roma, Tipografia del Senato, 1986.
- Testimonianze e ricordi, Milano, Libri Scheiwiller, 1990, ISBN 88-7644-149-2.
- Le origini della cooperazione tra le banche centrali: l'istituzione della Banca dei regolamenti internazionali, con un saggio su Paolo Baffi di Antonio Fazio, Roma-Bari, Laterza, 2002, ISBN 88-420-6906-X.
- Parola di Governatore, a cura di Sandro Gerbi e Beniamino Andrea Piccone, Torino, Aragno Editore, 2013.
- Anni del disincanto. Lettere 1967-1981 (carteggio tra Paolo Baffi e Arturo Carlo Jemolo), a cura di Beniamino Andrea Piccone, Torino, Aragno, 2014.
- Servitore dell'interesse pubblico. Lettere 1937-1989, a cura di Beniamino Andrea Piccone, Torino, Aragno, 2016.
- Via Nazionale e gli economisti stranieri. 1944-1953, a cura di Beniamino Andrea Piccone, Torino, Aragno, 2017.

## Onorificenze

### Onorificenze straniere
Commandeur de la Legion d'honneur, conferita dal Presidente della Repubblica francese nel 1955.